# Principato di Capestrano
Il principato di Capestrano, già marchesato, fu un dominio feudale istituito nel 1584 e uno stato allodiale del Regno di Napoli dal 1743 al 1806.

## Storia
Il principato ebbe origine nel 1584 per volontà di Filippo II di Spagna, come evoluzione del precedente marchesato di Capestrano. Dal 1579 Francesco I de' Medici ne aveva acquisito la proprietà da Costanza dei Piccolomini Todeschini, destinandolo al figlio illegittimo Antonio de' Medici che tuttavia non governò mai a causa della congiura ordita dallo zio Ferdinando I de' Medici; Antonio rinunciò definitivamente al titolo di principe di Capestrano nel 1589.
In realtà anche la figura di Ferdinando I fu messa in discussione a causa dei tesi rapporti tra il Regno di Napoli e il Granducato di Toscana, mentre quest'ultimo stringeva le sue relazioni con la Francia. Solo un nuovo avvicinamento, all'inizio del XVII secolo, dei Medici alla Spagna, consentì a Ferdinando di consolidare il possesso del feudo e garantirne la successione ai figli, ossia a Cosimo nel 1609, Francesco nel 1613 e infine a Carlo nel 1614, che costituivano il ramo cadetto della dinastia. In seguito, il titolo fu riconnesso a quello del Granduca di Toscana.
La dominazione medicea rappresentò il periodo di massimo splendore per l'intero territorio che, unito alla baronia di Carapelle e annesso ai territori di Bussi (1599), Amatrice, Accumoli e Cittareale (1639-1643) costituì gli Stati medicei d'Abruzzo; la dinastia rafforzò il controllo dell'abbazia di San Pietro ad Oratorium — che godette, in questo periodo, di una particolare autonomia rispetto alla diocesi di Sulmona-Valva cui apparteneva — e si prodigò per ottenere la canonizzazione di Giovanni da Capestrano, avvenuta poi nel 1690 grazie all'interessamento del Magistero aquilano. Inoltre, sotto il controllo mediceo, si verificò l'emigrazione di alcune importanti famiglie toscane in Abruzzo, tra cui i Capponi e i Corsi.
I Medici controllarono il principato sino alla morte di Gian Gastone de' Medici (1737) in seguito alla quale, in mancanza di eredi maschi, il principato passò nelle mani della sorella Anna Maria Luisa de' Medici. Alla morte di quest'ultima, avvenuta pochi anni dopo nel 1743, i Borbone preferirono riportare a Napoli il controllo delle terre, evitando così che venissero ereditate dagli Asburgo. Il principato, comprendente le terre di Capestrano e Carapelle, divenne quindi uno stato allodiale sotto il dominio diretto della corona. Sotto Ferdinando I delle Due Sicilie, ultimo principe di Capestrano, lo stato definitivamente smantellato nel 1806 con l'eversione della feudalità, venendo ricompreso nel distretto di Aquila dell'omonima provincia.

## Territorio
Il principato di Capestrano aveva giurisdizione dei seguenti territori:
- Terre di Capestrano
  - Capestrano;
  - Castel del Monte;
  - Ofena;
- Baronia di Carapelle
  - Carapelle;
  - Castelvecchio;
  - Rocca Calascio;
  - Santo Stefano di Sessanio;
- Terre di Bussi (dal 1599 al 1743)
  - Bussi sul Tirino.

## Principi di Capestrano
Medici (1584-1743) 
| Nº | Principe                              | Principe       | Stemma         | Principato | Principato |
| Nº | Principe                              | Principe       | Stemma         | Inizio     | Fine       |
| -- | ------------------------------------- | -------------- | -------------- | ---------- | ---------- |
| 1  | Francesco I (1541 – 1587)             |                |                | 1584       | 1587       |
| -  | Titolo vacante                        | Titolo vacante | Titolo vacante | 1587       | 1589       |
| 2  | Ferdinando I (1549 – 1609)            |                |                | 1589       | 1609       |
| 3  | Cosimo II (1590 – 1621)               |                |                | 1609       | 1613       |
| 4  | Francesco di Ferdinando (1594 – 1614) |                |                | 1613       | 1614       |
| 5  | Carlo di Ferdinando (1595 – 1666)     |                |                | 1614       | 1621       |
| 6  | Ferdinando II (1610 – 1670)           |                |                | 1621       | 1670       |
| 7  | Cosimo III (1642 – 1723)              |                |                | 1670       | 1723       |
| 8  | Gian Gastone (1671 – 1737)            |                |                | 1723       | 1737       |
| 9  | Anna Maria Luisa (1667 – 1743)        |                |                | 1737       | 1743       |

 Borbone (1743-1806) 
| Nº | Principe                   | Principe | Stemma | Principato | Principato |
| Nº | Principe                   | Principe | Stemma | Inizio     | Fine       |
| -- | -------------------------- | -------- | ------ | ---------- | ---------- |
| 10 | Carlo (1716–1788)          |          |        | 1743       | 1759       |
| 11 | Ferdinando III (1751–1825) |          |        | 1759       | 1806       |